# Cynéthos
Cynéthos (en grec ancien Κύναιθος / Kúnaithos ou Κίναιθος / Kínaithos) est un poète originaire de Chios du VIe siècle av. J.-C.

## Notice biographique[2]
Certains philologues et historiens ont dit de lui qu'il réorganisa les textes d'Homère, dont il se disait descendant. On lui attribue également l’Hymne à Apollon en entier ou seulement en partie, sans que rien puisse être confirmé ou établi : le philologue Robert Flacelière suppose que l'auteur du passage qui prouverait que Cynéthos est l'auteur de l'hymne pourrait avoir voulu se faire passer pour Homère ou un homéride : les homérides formaient à l'époque archaïque une confrérie de rhapsodes originaires de Chios prétendant descendre d'Homère,. Le premier à avoir fait œuvre de rhapsode serait Cynéthos de Chios à Syracuse, vers la 69e olympiade. Les rhapsodes apparaissent au VIIe siècle av. J.-C. et continuent leurs représentations jusqu'à l’époque hellénistique. Ils mènent une vie itinérante, allant de cité en cité pour trouver une audience. Peu à peu se mettent en place des concours civiques de rhapsodes, comme celui des Panathénées. La plus ancienne mention d'un tel concours se trouve chez Hérodote : il mentionne les concours de Sicyone à l'époque de Clisthène. Selon une hypothèse, ce serait à l’occasion de tels concours que Pisistrate fit coucher par écrit les œuvres d'Homère.

## Sources anciennes
- Harpocration, Lexique, entrée « Homérides ».
- Pindare, Odes [détail des éditions] (lire en ligne), Néméenne II, 1-3.
- Platon :
  - Phèdre [détail des éditions] [lire en ligne], 252b ;
  - La République [détail des éditions] [lire en ligne], livre X, 599e ;
  - Ion, 530d-e.
- Strabon, Géographie [détail des éditions] [lire en ligne], XIV, 1, 35.